# Martigny-Courpierre
Martigny-Courpierre è un comune francese di 119 abitanti situato nel dipartimento dell'Aisne della regione dell'Alta Francia.

## Società

### Evoluzione demografica
Abitanti censiti